# Cinéphonie
Pour les articles homonymes, voir Cinephone.
Les cinéphonies, conçues par le critique musical Émile Vuillermoz, ancêtres en noir et blanc du clip musical, sont des films musicaux courts produits par La Compagnie des Grands Artistes Internationaux, fondée par Jacques Thibaud à Lyon en octobre 1935. Il s'agit soit d'une captation sans public (Ave Maria de Franz Schubert), soit d'un montage parallèle entre la performance d'un soliste et une fiction illustrant le morceau (Children's Corner de Claude Debussy, ou La Fontaine d'Aréthuse de Karol Szymanowski), soit d'une « mise en situation narrative » comme Les Berceaux de Gabriel Fauré. 
Les cinéphonies sont conservées, entre autres, aux Archives françaises du film. Leur restauration, au début des années 1990, a donné lieu à leur diffusion, à plusieurs reprises, sur la chaîne Arte. 

## Liste non exhaustive
- Ave Maria  (musique de Franz Schubert) chant: Elisabeth Schumann (4 min) réalisé par Max Ophüls, 1935
- Les Berceaux (musique de Gabriel Fauré) chant : Ninon Vallin (5 min) réalisé par Dimitri Kirsanoff, 1935
- La Jeune fille au jardin (musique de Federico Mompou) (4 min) réalisé par Dimitri Kirsanoff, 1935
- La Fontaine d'Aréthuse (musique de Karol Szymanowski) violon : Jacques Thibaud, piano : Tasso Janopoulo,(5 min) réalisé par Dimitri Kirsanoff, 1935
- La Valse brillante en la bémol (musique de Frédéric Chopin) (5 min) réalisé par Max Ophüls, 1936
- Children's Corner (musique de Claude Debussy) piano : Alfred Cortot (9 min) réalisation Marcel L'Herbier, 1936
- Malagueña (musique d'Isaac Albéniz), violon : Jacques Thibaud, réalisateur inconnu, 1940